# 1741 Giclas
Az 1741 Giclas (ideiglenes jelöléssel 1960 BC) a Naprendszer kisbolygóövében található aszteroida. Az Indianai Egyetem fedezte fel 1960. január 26-án.